# ريان ماك
ريان ماك (بالإنجليزية: Ryan Mack)‏ (13 نوفمبر 1979 في الولايات المتحدة - ) هو لاعب كرة قدم أمريكي في مركز الوسط. لعب مع شيكاغو فاير وفيرجينيا بيتش مارينرز وDetroit Ignition ‏ وميلواكي وايف وWaza FC ‏ وSyracuse Salty Dogs ‏ وUtica City FC ‏.

## وصلات خارجية
- ريان ماك على موقع قاعدة بيانات كرة القدم.إي يو (الإنجليزية)